# Relentless
Relentless (рус. «Неумолимый») — девятнадцатый студийный альбом шведского гитариста-виртуоза Ингви Мальмстина, выпущенный в ноябре 2010 года на собственном лейбле Ингви Rising Force Records.

## Об альбоме
Для Тима Оуэнса данный альбом стал точкой в сотрудничестве с Ингви - после выпуска пластинки он покидает группу и присоединяется к американской метал-группе Charred Walls of the Damned.
Также, данный альбом последний в дискографии Мальмстина, где он приглашал вокалистов, клавишников и барабанщиков - во всех последующих работах Ингви записывал все партии исключительно самостоятельно, включая даже вокальные линии.
Relentless был сдержанно принят слушателями, так немецкий журнал Rock Hard выставил альбому всего 6 звезд из 10, а Allmusic не намного больше - 3.5 из 5.

## Список композиций и перевод их названий
Все тексты и музыка написаны Ингви Мальмстином. Композиции № 1, 3, 5, 7, 9, 14 и 15 — инструментальные.
| №                   | Название                                                       | Длительность |
| ------------------- | -------------------------------------------------------------- | ------------ |
| 1.                  | «Overture (рус. Увертюра)»                                     | 0:59         |
| 2.                  | «Critical Mass (рус. Критическая масса)»                       | 4:09         |
| 3.                  | «Shot Across the Bow (рус. Выстрел через поклон)»              | 4:39         |
| 4.                  | «Look at You Now (рус. Взгляни на себя сейчас)»                | 5:46         |
| 5.                  | «Relentless (рус. Неумолимый)»                                 | 4:58         |
| 6.                  | «Enemy Within (рус. Враг внутри)»                              | 5:55         |
| 7.                  | «Knight of the Vasa Order (рус. Рыцарь ордена Васа)»           | 7:06         |
| 8.                  | «Caged Animal (рус. Зверь в клетке)»                           | 4:48         |
| 9.                  | «Into Valhalla (рус. В Валхаллу)»                              | 4:26         |
| 10.                 | «Tide of Desire (рус. Поток желания)»                          | 5:42         |
| 11.                 | «Adagio B flat minor Variation (рус. Адажио Б-минор dfhbfwbz)» | 1:50         |
| 12.                 | «Axe to Grind (рус. Топор уничтожения)»                        | 4:46         |
| 13.                 | «Blinded (рус. Ослепленный)»                                   | 4:28         |
| 14.                 | «Cross to Bear (рус. Нести крест)»                             | 7:31         |
| 15.                 | «Arpeggios from Hell (рус. Арпеджио из ада)»                   | 2:18         |
| Общая длительность: | Общая длительность:                                            | 68:22        |

## Участники записи
- Тим Оуэнс — вокал;
- Ингви Мальмстин — электрогитара, бас-гитара, вокал на треке № 4;
- Ник Марино — клавишные;
- Патрик Йоханссон — ударные.
- Ингви Мальмстин — продюсер, мастеринг;
- Кейт Розе — звукоинженер, мастеринг;
- Пит Аландер — обложка, дизайн.